# 慕德之夜
《慕德之夜》（法語：Ma nuit chez Maud）港譯《慕德家的一夜》又譯《我在溫柔鄉》是伊力·盧馬1969年拍攝的一部法國新浪潮劇情片。這是他的六個道德故事系列中的第三部電影（按發行时间排序為第四部電影）。
故事发生在法國一座城市的聖誕假期裡，展示了四個單身人士之間的偶遇和對話，每個人都認識另外三個人中的一個。有一男一女是天主教徒，另一男一女则是無神論者。四人的討論和行動不斷提及布莱兹·帕斯卡關於數學、倫理學和人類存在的思想。他們還談論了單身漢帕斯卡沒有談到的話題——男人和女人之間的愛情。

## 剧情
讓-路易是一位孤獨而嚴肅的工程師，他在谁都不认识的克莱蒙费朗找到了一份工作。在一座天主教堂裡，他看到了一位年輕的金发女郎，在對她一無所知的情況下，他確信她將成為他的妻子。在咖啡館裡，他遇到了維達爾，一位马克思主义老朋友，現在是一名大學講師，維達爾邀請他參加当晚的音樂會。讓-路易起初不願意，但最終还是同意了。音樂會結束後，他們在一家餐廳吃飯。維達爾計劃第二天晚上拜訪一位朋友，邀請讓-路易陪同。然而，讓-路易計劃參加彌撒。他們同意一起參加彌撒，因為維達爾的朋友要到午夜之後才有空。
他們來到了最近離婚的兒科醫生慕德的公寓。三人邊喝酒邊聊天，最后慕德提出，因为下雪導致前往讓-路易所在山村的車程不安全，所以他應該留下來。原本希望留下來的維達爾独自離開了。慕德和讓-路易討論起宗教和他們的愛情生活。她在客廳的雙人床上舒服地躺著，並透露她與丈夫離婚是因為他與一名天主教女子有染，而她自己也有一個情人，一年前死於車禍。到了睡覺的時候，她说她睡的床是唯一一张床。她赤身裸體，劝讓·路易斯和她一起钻进被子里。他最終還是上了床，不过是穿着衣服的。早上，他拒絕了她想要做爱的请求。慕德起初很受傷，但很快就释然了，还邀請他稍後和朋友一起在雪地裡散步。
就在與慕德的朋友見面之前，他看到了教堂裡的金发女孩，與慕德同住的夜晚讓他在與女性的交往中受到很大鼓舞，他大膽地介紹了自己。她的名字叫弗朗索瓦絲，她同意在教堂見他。在與慕德散步時，他對她更加主動，以至於她不得不制止他。散步完後，讓-路易回到他遇見弗朗索瓦絲的地方想要碰碰運氣，結果她就在那裡，正要回家。他主動提出送她回家，得知她是一名生物學研究生。他和她一起回到她的學生宿舍，喝完茶後，他在一個單獨的房間裡過夜。早上，在他們去教堂之前，她拒絕親吻他。教堂禮拜結束後，她承認他們之間的隔阂是因為她和一個已婚男人有染。
五年後，兩人已经結婚，帶著孩子在海灘上遇見了慕德。她說她已經再婚了，但並不算成功。之後，讓-路易向弗朗索瓦絲承認，他第一次見到她的那天早上，他其实刚從慕德的床上下来，但沒有透露到底發生了什麼。然後他意識到他妻子的情人就是慕德的丈夫。由於兩人現在在一起很幸福，所以他們決定不再提起這個話題。他們和孩子一起去游泳了。

## 演员
- 尚-路易·特罕狄釀 饰 讓-路易
- 法蘭絲瓦·法比安（英语：Françoise Fabian） 饰 慕德
- 瑪麗-克莉絲汀·巴侯勒（英语：Marie-Christine Barrault） 饰 弗朗索瓦絲
- 安端·維鐵（英语：Antoine Vitez） 饰 維達爾
- 列奥尼德·柯岗 饰 自己
- 居伊·雷格 饰 牧師
- 安妮·迪博 饰 金发朋友
- 馬里·貝克爾 饰 玛丽，慕德的女儿（未署名）
- 玛丽-克洛德·罗齐耶 饰 学生（未署名）